# Kerstin af Jochnick
Kerstin Margareta af Jochnick (tidigare Joelsson), född den 17 mars 1958 i Virserum, är en svensk nationalekonom som varit verksam inom Riksbanken och Finansinspektionen. 
Kerstin af Jochnick var 2008-2009 ordförande för EU-organet Committee of European Banking Supervisors (CEBS) och var mellan åren 2009 och 2011 verkställande direktör i Svenska Bankföreningen. Mellan år 2012 och år 2019 var hon första vice riksbankschef i Sveriges Riksbank. Sedan oktober 2019 är hon ledamot av Gemensamma tillsynsmekanismens tillsynsnämnd (företrädare för Europeiska centralbanken, ECB). 
Hon är sedan 1984 gift med Thomas af Jochnick (född 1947) och tillsammans har de en dotter, född 1985.